# Vratar
 Ovo je glavno značenje pojma Vratar. Za druga značenja pogledajte Vratar (razdvojba).
Vratar (koristi se i naziv golman), igrač u ekipnim športovima, koji ima zadatak spriječiti protivničke igrače u ostvarivanju pogotka. Obično se nalazi u ograničenom prostoru ispred mreže, u kojem za njega važe drukčija pravila u odnosu na ostale igrače. Razlikuje se od ostalih igrača po izgledu i/ili boji opreme.
Športovi u kojima postoji vratar su: nogomet, rukomet, vaterpolo, hokej na ledu, hokej na travi i razne inačice tih športova.